# Tuya (reina)
Otras formas nombrarla: Tuya, Tuy, Mut-Tuya, Mut-Tuy.
Tuya fue una reina egipcia de la dinastía XIX, hacia el año 1290 a. C. Era de origen modesto, perteneciente, como su marido, a la clase militar. Su padre se llamaba Ruia.
Se casó muy joven, durante el reinado del faraón Horemheb con Seti I, el hijo del visir Paramesu. Con el tiempo, y dada la falta de varones herederos al trono, la doble corona pasó al visir, que tomó el nombre de Ramsés I y por extensión, Seti I, marido de Tuya, se convirtió en heredero al trono. Por aquel entonces Tuya ya debía de ser madre, o al menos estar embarazada, de su hijo Ramsés, posteriormente el gran faraón Ramsés II. Este último contaba con unos 10 años cuando su padre ascendió al trono de Egipto.
El imparable ascenso de la dinastía XIX sólo podría justificarse mediante la unión por lazos matrimoniales con las mujeres de la anterior familia real. Aunque nos han llegado muy pocos nombres de aquella época, debido sobre todo al afán persecutorio de los faraones y al odio con el que castigaron la "herejía" de Akenatón y sus sucesores, no sabemos con exactitud cómo pudieron unirse ambas familias. Había tanto temor a una nueva revolución de la sangre que portaban aquellas mujeres que les dieron su legitimidad que, tanto Horemheb como los primeros reyes de la nueva dinastía se encargaron de ocultar lo mejor posible los orígenes de sus esposas.
Sin embargo, la mayoría de las hipótesis apuntan a que el lazo entre las dinastías XVIII y XIX se hizo efectivo a partir de la princesa Tanedyemy, posible hija de Horemheb. Como Ramsés I era ya un anciano por entonces, y asoció muy pronto a Seti al trono, es de suponer que Tanedyemey se casase con el marido de Tuya, quien sería conocido como Seti I. No obstante, no existe ninguna mención de Tanedyemy, y es posible que fuera recluida o al menos aislada por los documentos oficiales, pues lo poco que nos queda de ella es su tumba.
Un dato que podría reforzar la idea de que Tanedyemy fue la reina de Seti I es que Tuya, su primera mujer y la madre del que acabaría por sucederle, nunca ostentó el título de Gran Esposa Real con su marido en vida, sino que tuvo que conformarse con el de Ornamento Real, equivalente al rango de esposa secundaria. Esto no habría sido así de no haber existido una gran esposa real por encima de ella.
Sería a la muerte de Seti I cuando Ramsés II, siempre muy unido a su madre, la ascendió a ese rango a título póstumo de su padre, e hizo aparecer en numerosas ocasiones a Tuya acompañándole, e incluso la hizo llamar Mut-Tuya, añadiéndole el nombre de la diosa Mut (madre). El tándem formado por Ramsés II y Tuya no fue tal, pues no tardaría en unirse la esposa más querida del primero, la bella reina Nefertari. Juntas, estas dos mujeres asesorarían durante el resto de sus vidas con eficaz sabiduría y experiencia al faraón. Serían precisamente los años en los que aún vivían tanto Tuya como Nefertari los más prósperos y felices de Ramsés II.
Son muchos los vestigios que delataban la existencia de Tuya en la primera mitad del reinado de su hijo. La incansable actividad constructora de éste además de su fidelidad para con su madre hicieron que sea la tercera persona humana que más veces aparece en sus monumentos, solo por detrás del propio Ramsés II y de la amada Nefertari. Los últimos años de Tuya debieron de ser los más felices, y en los que disfrutaría sin dudas de la presencia de su hijo aconsejándole en numerosas ocasiones.
Las huellas de Tuya se pierden a partir del año 22 del reinado de su hijo, fecha en la que seguramente murió ya a una avanzada edad. Fue cubierta de todo tipo de honores, como muy pocas reinas los habían sido gozado antes, y fue enterrada en el Valle de las Reinas con una solemne ceremonia, concretamente en la tumba hoy llamada QV80.